# カリマタガヤ

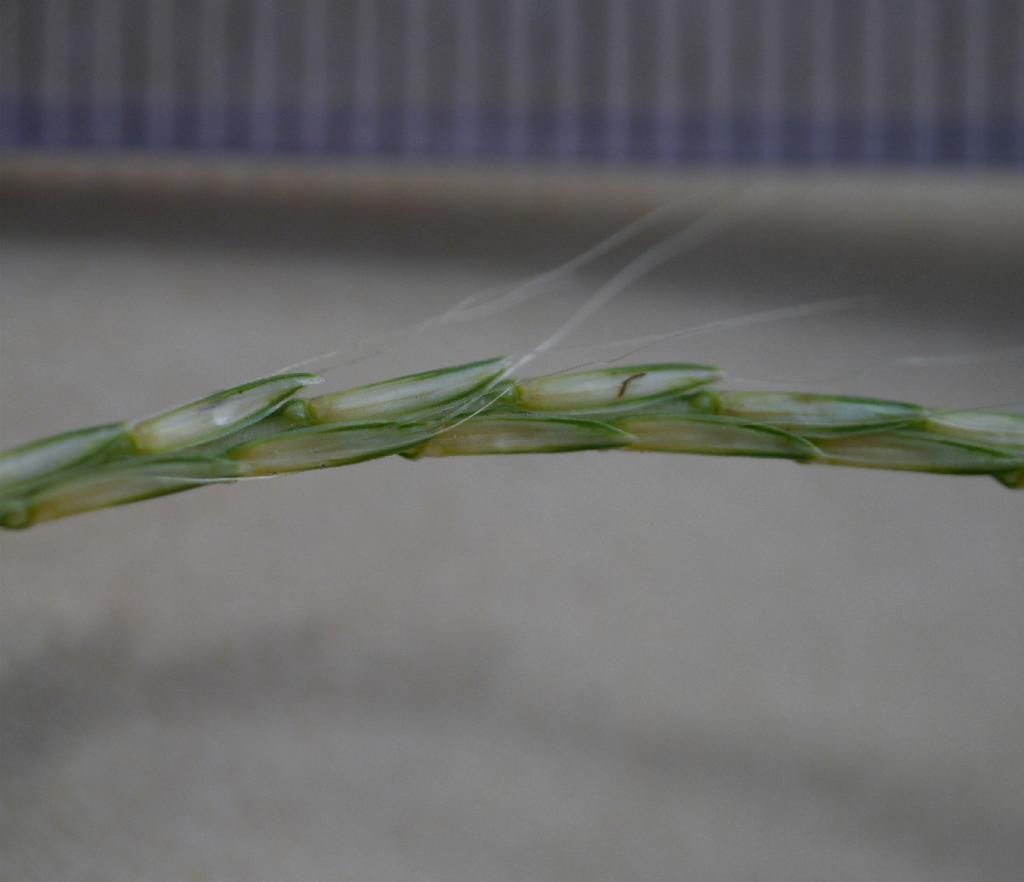
小穂の様子(芒等を見やすくするために曲げてある)

カリマタガヤ、Dimeria ornithopoda Trin. は、小型のイネ科植物。湿地に生え、細い穂を二本ほど出す。

## 特徴
小型の一年生草本。茎は細くて下部で分枝し、次第に直立して高さ10-35cmになる。葉は扁平で長さ3-7cm、幅2-5mm、葉鞘から葉身にまばらに長い毛が生える。毛の基部は僅かに膨らむ。葉舌は白い膜状で高さ1-2mm
花序は立ち上がった茎の先端から出る総からなる。総は2本が普通だが1-7本の例もある。それらは茎のほぼ同じ所から掌状に出る。総はまっすぐで分枝せず、茎先端から斜めに立ち上がって、普通はV字になる。総は長さ3-8cm、その軸は扁平で、左右に小穂が互生する。
小穂は左右から扁平で総の軸の側面に張り付くように出るが、花後には開出する。称すの柄はとても短く、末端に短い毛が輪のように生えている。小穂は長さ2.7-3.8mm、左右から扁平となっている。包穎は小穂とほぼ同長で、折れ曲がって背が竜骨となっている。幅は第一包穎がより狭く、第二包穎では背面の竜骨上に狭いひれを生じる。その内側には二個の小花があるが、第一小花は膜質で透明、護穎を残して退化している。この護穎は他の穎の長さの約半分で、先端は房状に裂ける。第二小花は両性だが護穎のみを持ち、内穎はない。第二小花の護穎は膜質で、包穎より少しだけ短い。その先端は浅くくぼみ、その中央から細くて長い芒がでる。芒は長さ3-10mmあり、通常は小穂の外まで長く突き出る。
名前は先が二つに別れたやじりである雁股による。

## 分布
北海道、本州、四国、九州、琉球列島に分布する。国外では朝鮮、中国大陸、台湾、フィリピン、マレーシア、ビルマ、インド、オーストラリアまで知られる。

## 生育環境

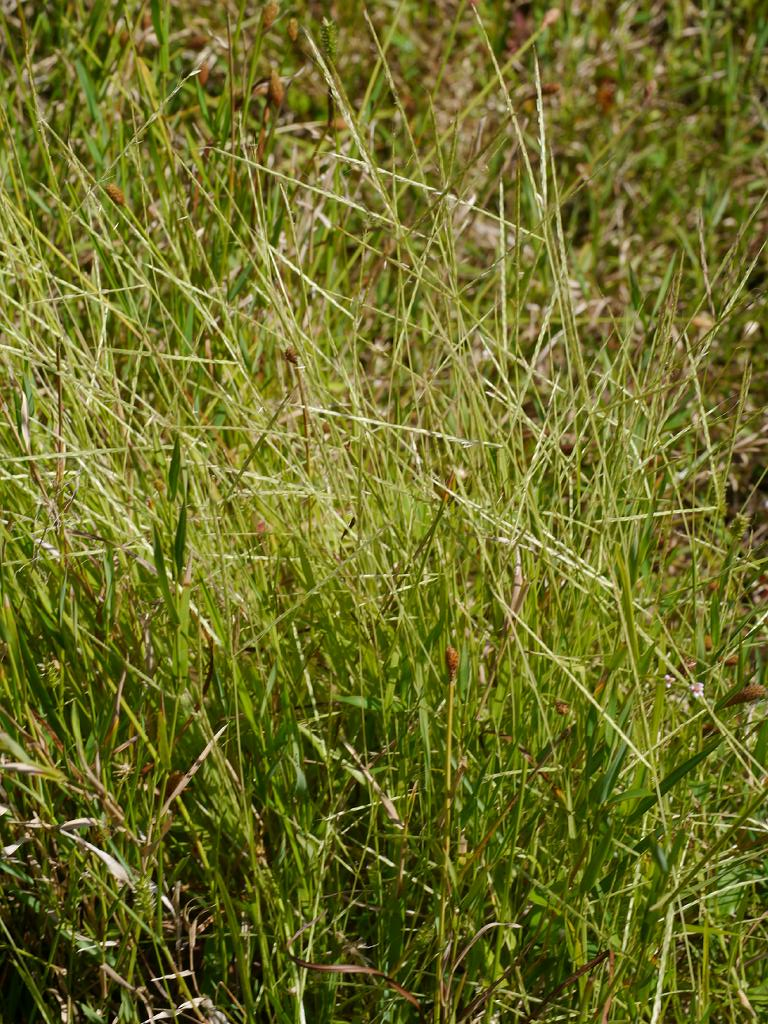
生育の状況

山間部の湿った日向地に多い。

## 分類
本属はマダガスカルからインド、オーストラリア、東アジアにかけて約20種が分布するが、日本からはこの種のみが分布する。
種内変異としては、小型で小穂の芒が短いか、あるいは無いものを品種ヒメカリマタガヤ f. microchaeta Hack. として区別することがある。
なお、外見的にはメヒシバにも似ているが、この種は芒があるので簡単に区別できる。また芒のない個体でも、そもそも小穂が本種では左右から扁平であるのに対してメヒシバ属は腹背に扁平であり、大きく異なる。また葉や葉鞘に出る開出細毛の基部が膨らんでいる点などもこの種のよい判別点となる。